# Съвет за сигурност на ООН
Съветът за сигурност на ООН (на английски: United Nations Security Council, UNSC) е постоянно действащ орган на Организацията на обединените нации.
В съответствие с член 24 от Хартата на ООН, на него е възложена основната отговорност за поддържането на международния мир и сигурност, както и приемане на нови членове на Организацията на обединените нации и одобряване на всички промени в Хартата на Обединените нации. Неговите правомощия включват създаването на мироопазващи операции, налагането на международни санкции, както и разрешаването на военни действия чрез резолюции на Съвета за сигурност. Това е единственият орган на ООН с правомощията да приема обвързващи решения към държавите членки. Съветът за сигурност е сред шестте главни органа на ООН. Провежда първото си заседание на 17 януари 1946 г.
Подобно на ООН, Съветът за сигурност е основан след Втората световна война, за да се справи с недостатъците на друга международна организация, Обществото на народите, в поддържането на световния мир. В първите десетилетия до голяма степен Съветът за сигурност е парализиран от разделението между САЩ и СССР и съответните им съюзници по време на Студената война, макар че той допуска намесата в Корейската война и кризата в Конго и мисиите за опазване на мира по време на Суецката криза, Кипър и Западна Нова Гвинея. С разпадането на Съветския съюз, усилията на ООН по поддържане на мира се увеличават драстично и Съветът за сигурност разрешава големи военни и опазващи мира мисии в Кувейт, Намибия, Камбоджа, Босна и Херцеговина, Руанда, Сомалия, Судан и Демократична република Конго.
Съветът за сигурност на ООН се състои от 15 страни членки, като 5 от тях са постоянни. Това са Русия (бившия СССР), САЩ, Франция, Обединеното Кралство и Китай. Тези постоянни страни членки могат да наложат вето върху всяка отделна резолюция на Съвета за сигурност, включително тези във връзка с приемането на нови страни членки или кандидатури за генерален секретар. Съветът за сигурност има също 10 непостоянни страни членки, избирани за двугодишен мандат на регионална основа.
Резолюциите на Съвета за сигурност обикновено се прилагат от специалните сили на ООН (т.нар. Сини каски), военни формирования, доброволно предоставени от страните членки и финансирани от основния бюджет на Съвета за сигурност.

## История

### Предистория и създаване
Век преди създаването на ООН, няколко международни договорни организации и конференции са били създадени за регулиране на конфликти между нациите, като Международния комитет на Червения кръст и Хагските конвенции от 1899 и 1907 г. След катастрофалната загуба на живот през Първата световна война, Парижката мирна конференция създава Обществото на народите, за да се поддържа хармония между нациите. Тази организация успешно решава някои териториални спорове и създава международни структури за области като пощата, авиацията, както и контрол на опиум, някои от които по-късно ще са наследени от ООН. Въпреки това, липсва представителство за колониалните народи (тогава половината от населението на света), както и значително участие на няколко големи световни сили, включително САЩ, СССР, Германия и Япония.; тя не успява да действа срещу японската инвазия в Манджурия през 1931 г., Втората италианско-етиопска война през 1935 г., Японската окупация на Китай през 1937 г., и на немската експанзия по времето на Адолф Хитлер, която ескалира във Втората световна война.
Първите планове за нова световна организация са под егидата на Държавния департамент на САЩ през 1939 г. Рузвелт за първи път измисля термина Обединените нации, за да опише Съюзническите държави. На 1 януари 1942 г. президентът Рузвелт, министър-председателят Чърчил, Максим Литвинов (на СССР) и Сунг Цзи-вен (на Китай) подписват кратък документ, който се превръща в Декларацията на Обединените нации и на следващия ден представители на други 22 държави оставят своя подпис. Названието Обединени нации е дадено официално, когато 26 правителства подписват този документ. Към 1 март 1945 г. той е подписан от още 21 държави. Четирите основни Съюзнически държави, наричани още „Четирима полицаи“, се превръщат в ядрото на изпълнителния орган на ООН, Съвета за сигурност.
В средата на 1944 г., съюзническите сили се срещат на конференция в Дъмбартън Оукс във Вашингтон да преговарят за структурата на ООН и съставът на Съвета за сигурност на ООН бързо се превърнал в доминиращ въпрос. Франция, Република Китай, СССР, Великобритания и САЩ са били избрани като постоянни членове на Съвета за сигурност; САЩ се опитва да добави Бразилия като шестият член, но ръководителите на руски и британски делегации се противопоставят. Най-спорният въпрос в Дъмбартън и последващи разговори се оказва правото на вето на постоянните членове. Съветската делегация заявила, че всеки народ трябва да има абсолютно право на вето, което може да забранява въпроси от обсъждане, докато британците твърдят, че народите не трябва да са в състояние да налагат вето на резолюции относно спорове, от които те са част. На конференцията през февруари 1945 г. Ялта, американските, британските и руските делегации изразили съгласие, че всеки от „Голямата петорка“ може да наложи вето на всяко решение от страна на Съвета, но не и процедурни резолюции, което означава, че постоянните членове не могат да попречат на дебат за резолюция.
На 25 април 1945 г., Конференцията на ООН за Международна организация започва в Сан Франциско, на която присъстват 50 правителства и редица неправителствени организации, които участвали в изготвянето на Хартата на Обединените нации. На конференцията, Хърбърт Вере Еват от Австралийската делегацията оказал натиск за по-нататъшното ограничаване на правото на вето на постоянните членове на Съвета за сигурност. Поради страха, че отхвърлянето на силното вето ще доведе до разпадане на конференцията, неговото предложение било намалено от двадесет на десет гласа.
ООН официално започнала своето съществуване на 24 октомври 1945 г. При ратифицирането на Хартата от петте тогавашния постоянни членки на Съвета за сигурност и с мнозинство от останалите 46 подписали я страни. На 17 януари 1946 г. Съветът за сигурност се събрал за първи път в Church House, Westminster, в Лондон, Англия.

### През Студената война
Съветът за сигурност е в голяма степен парализиран в първите десетилетия от Студената война между САЩ и СССР и техните съюзници и е в състояние да се намеси само в несвързани конфликти. Едно от изключенията е резолюция на Съвета за сигурност от 1950 год, позволяваща на коалиция, водена от САЩ, да предотврати инвазията на Северна Корея в Южна Корея в отсъствието на СССР. През 1956 г. е създадена първата мироопазваща сила на ООН с цел прекратяването на Суецката криза. Въпреки това Съветът за сигурност не може да се намеси срещу паралелната инвазия на СССР в Унгария, довеждайки до революция в страната. Разделенията по време на Студената война водят до парализиране на Комитета за военния персонал към СС, предвиден в чл. 45 – 47 от Хартата и ръководещ военните сили на ООН. Макар да съществува на хартия, неговата дейност е прекратена в средата на 50-те.
През 1960 г. ООН разполага войски в Конго, най-голямата военна сила през първите му десетилетия, за да възстанови реда в отцепилата се провинция Катанга и да я върне под контрола на Демократична република Конго през 1964 г. Въпреки това СС на ООН се оказва изолиран от директните преговори между великите сили при по-значителните конфликти на десетилетието, като Кубинската криза или Виетнамската война. Фокусирайки се вместо това върху незначителни конфликти без влияние върху Студената война, Съветът за сигурност разполага Временната изпълнителна власт в Западна Нова Гвинея през 1962 г. и мироопазващата сила на ООН в Кипър, превърнала се в една от най-дълго продължилите спасителни мисии на организацията.
На 25.10.1971 с подкрепа на голяма част от страните от Третия свят, но с опозиция на САЩ на комунистическата Народна република Китай се дава китайското място в Съвета вместо Тайван. Вотът се счита като спадащо влияние на САЩ в организацията. С нарастващо присъствие в Третия свят и неуспех от посредничество при конфликтите в Близкия Изток, Виетнам и Кашмир ООН променя своя фокус към икономическо развитие и културен обмен. До средата на 70-те бюджетът за социално и икономическо развитие надвишава този за опазване на мира.

### След Студената война
След Студената война ООН предприема радикална експанзия в мироопазващите си задължения, предприемайки за 10 години повече мисии отколкото през изминалите десетилетия. Между 1988 и 2000 година броят на приетите резолюции е повече от удвоен и бюджетът за опазване на мира нараства десетократно. ООН преговаря за приключването на Гражданската война в Салвадор, започва успешна мисия за опазване на мира в Намибия и ръководи демократичните избори в Южна Африка след Апартейда и в Камбоджа. През 1991 г. Съветът за сигурност на ООН възобновява усилията си чрез осъждане на инвазията на Ирак в Кувейт в деня на атаката и по-късно упълномощава водена от САЩ коалиция, която успешно отблъсква Ирак. Заместник генералният секретар Брайън Уркухарт по-късно описва надеждите от тези успехи като „фалшив ренесанс“ за организацията предвид последвалите по-проблемни мисии.
Макар Хартата на ООН да предполага превенция на една страна от агресията на друга в началото на 90-те години ООН се сблъсква със симултанни и сериозни кризи в рамките на страни като Хаити, Мозамбик и бивша Югославия. Мисията на ООН в Босна става обект на „международна подигравка“ поради нерешителната и объркващата мисия в лицето на етническото прочистване. През 1994 помощната мисия на ООН в Руанда не успява да се намеси в геноцида поради липса на решение на Съвета за сигурност.
В края на 90-те години на ХХ век мисиите на ООН придобиват различни форми. Мисията на ООН по време на войната в Сиера Леоне през периода 1991 – 2002 е била обезпечена с от Кралските британски военноморски сили, а инвазията в Афганистан през 2001 г. е ръководена от НАТО. През 2003 САЩ напада Ирак въпреки неуспех при вземане на резолюция за разрешение, обещавайки нов кръг на разпитване за ефективността на организацията. През 2013 г. вътрешен преглед на действията на ООН във финалните битки по време на Гражданската война в Шри Ланка през 2009 г. заключават, че организацията претърпява „системен провал“. През ноември-декември 2014 Египет представя намерение, с което предлага разширение на Споразумението за неразпространение да включи Израел и Иран. Поради враждебността на страните в Близкия Изток и разрухата се отнася и за конфликта в Сирия, както и други.

## Състав
Съветът за сигурност се състои от 15 държави членки – 5 постоянни и 10 непостоянни, които се избират от Общото събрание на ООН за срок от две години.

### Постоянни членки
Петте постоянни страни-членки по-долу имат силата да наложат вето на всяка независима резолюция. Това позволява на една държава членка да блокира приемането ѝ, но не и да се защитава или да прекратява дебат.
| Страна               | Регион                 | Бивше наименование на държавата                     | Настоящо представяне на държавата                      |
| -------------------- | ---------------------- | --------------------------------------------------- | ------------------------------------------------------ |
| Китай                | Азия-Океания           | Република Китай (1945 – 1971)                       | Народна република Китай (от 1971 г.)                   |
| Русия                | Източна Европа         | Съюз на съветските социалистически републики (СССР) | Руска федерация (от 1991 г.)                           |
| Франция              | Западна Европа и други | Френска четвърта република (1946 – 1958 г.)         | Френска пета република (от 1958 г.)                    |
| Обединеното кралство | Западна Европа и други |                                                     | Обединеното кралство Великобритания и Северна Ирландия |
| Съединените щати     | Западна Европа и други |                                                     | Съединени американски щати                             |

При създаването на ООН през 1945 г. петте постоянни страни-членки са Съветският съюз, република Китай, Съединените щати, Обединеното кралство и Френската република. Оттогава са извършени две основни смени на местата. Мястото на Китай първоначално се държи от националистическото правителство на Чан Кайшъ, република Китай.
Въпреки това националистите са принудени да отстъпят остров Тайван през 1949 г. по време на Гражданската война в Китай. Комунистическото правителство поема контрол над територията на Китай, оттогава станала известна като Народна република Китай. През 1971 резолюция на Генералната асамблея дава право на Народната република да представлява Китай в ООН и ѝ дава мястото в Съвета за сигурност вместо република Китай, която няма повече право да съществува като отделен член. След разпадането на СССР през 1991 г. Руската федерация е признат като правен наследник на Съветския съюз и запазва позицията си в Съвета за сигурност. Франция се реформира като Петата република през 1958 г. под ръководството на Шарл дьо Гол. Франция запазва мястото си, тъй като няма промяна в нейния международен статут, макар много от нейните отвъдморски територии получават независимост.
Сила на ветото
Според чл. 27 от Хартата на ООН решенията на Съвета за сигурност по отделни въпроси изискват одобрителните гласове на 9 члена. Негативен глас или „вето“ на постоянен член спира приемането на предложение, дори и да са събрани необходимите гласове. Въздържането не се счита за вето в повечето случаи, макар всички пет страни трябва да си сътрудничат при внасяне на поправки в Хартата или да препоръчат приемането на нова страна-членка на ООН. Процедурните въпроси не са предмет на ветото, както и конкретни решения, засягащи директно постоянните страни-членки. Мнозинството от случаите на вето не се използват в критични ситуации за международната сигурност, а за цели като блокиране на кандидат за генерален секретар или приемането на страна-членка.
В преговорите, довели до създаването на ООН, силата на вето среща отпор от много малки държави и фактически е упражнявана върху тях от държавите с право на вето – САЩ, Великобритания, Съветския съюз, Франция и Китай под заплахата, че ако няма вето, няма да има ООН. Франсис Уилкокс, съветник на американската делегация, описва, че по време на конференцията в Сан Франциско през 1945 г. лидерите на страните от Голямата петорка поставят ясно въпроса „или Харта с вето или никаква Харта“.
Към 2012 година ветото е упражнено общо 269 пъти от създаването на Съвета за сигурност на ООН. За този период Китай го използва 9 пъти, Франция – 18, СССР/Русия - 128, САЩ – 89, Обединеното кралство – 32. Близо две трети от случаите на вето от страна на СССР са през първите години от съществуването на Съвета, докато в периода 1996 – 2012 г. Франция не го е използвала нито веднъж.
Едно от първите вета, наложени от съветския комисар Андрей Вишински, блокира изтеглянето на френските сили от колониалните тогава държави Сирия и Ливан през февруари 1946 г. Това вето създава прецедент, че постоянните държави членки могат да използват ветото извън непосредствените интереси за война и мир. Франция и Великобритания използват ветото, за да предотвратят порицание на Съвета за сигурност за действията си по време на Суецката криза през 1956 г.
През 2015 г. в навечерието на 70-ото Общо събрание на ООН Франция внася предложение за ограничаване правото на вето на постоянните страни-членки на Съвета за сигурност. Предложението е петте държави да не използват право на вето в случаи на прекратяване на масови престъпления, като например геноцид или военни престъпления. Русия се противопоставя на тази идея, като според постоянния представител на страната в ООН в нея има много популизъм и емоции. Виталий Чуркин определя подобна мярка като натиск от евентуално блокиране на резолюцията и принуждаване да бъдат внасяни само документи, по които ще бъде постигнат консенсус. Правото на вето изисква да се търси всеки ден компромис при изработване на документи.
В края на 2018 г. Германия предлага Европейският съюз да вземе мястото на Франция като постоянен член на Съвета за сигурност. Министърът на финансите на Германия Олаф Шолц предлага страните от Европейския съюз да се редуват на ротационен принцип. Той настоява Франция да се откаже от постоянното си място в полза на ЕС. Според него така Съюзът ще може да заговори с един глас.

### Непостоянни членки
Съгласно резолюцията, 10 непостоянни члена на Съвета за сигурност се избират на териториален принцип. Това правило е въведено през 1965 година. Освен петте постоянни членки временните членове на Съвета се редуват на ротационен принцип. Непостоянните страни членки се избират през две години, така че всеки 1 януари пет от старите се сменят с нови. За да бъде одобрен, един кандидат трябва да получи минимум две трети от всички подадени гласове за това място, което може да доведе до застой, ако има две равномерно свързани кандидатури. Групите са представени по следния начин:
Африка – три
Източна Европа – един
Латинска Америка и Карибите – два;
Западна Европа и други държави – два
Азия-два
Обикновено едно от местата, което е предвидено за Азия или Африка, бива дадено на държава от арабския свят.
Избраните понастоящем членове изглеждат по следния начин:
| Срок | Африка                  | Азия-Океания     | Латинска Америка и Карибите | Западна Европа и други | Източна Европа |
| ---- | ----------------------- | ---------------- | --------------------------- | ---------------------- | -------------- |
| 2018 | Кот д Ивоар             | Кувейт           | Перу                        |                        | Полша          |
| 2019 | Екваториална Гвинея ЮАР | Кувейт Индонезия | Перу Доминикана             | Белгия Германия        | Полша          |
| 2020 | ЮАР                     | Индонезия        | Доминикана                  | Белгия Германия        |                |

България в Съвета за сигурност на ООН
От основаването на ООН до днес България три пъти е била член на Съвета за сигурност на ООН – през периода 1966 – 1967 г. и през 1986 – 1987 год, като и през 2002 – 2003. През първия период се провежда войната между Израел и арабските страни, а през втория – войната между Ирак и Иран. Инициира резолюции на Общото събрание в сферата на деколонизацията, икономическото сътрудничество, международната сигурност и други. Представители на България участват в изработването на важни конвенции за защита на правата на човека, например пактове за граждански, политически, икономически и социални права, за премахване на расовата дискриминация, забрана на мъченията и други. В края на 2016 г. българското правителство решава да издигне кандидатурата на страната за периода 2038 – 2039 год, с което се отменя решение от 2003, предвиждащо кандидатура за периода 2018 – 2019.
Председателят на Съвета се сменя ежемесечно, съгласно списъка на членуващите в него държави.

## Правомощия
Съветът за сигурност е упълномощен да „разследва всеки спор или ситуация, която може да доведе до международни търкания, да прави препоръки за начините и методите на решаване или уреждане на тези спорове, като призовава страните да ги решат с мирни средства.“ Той „определя съществуването на всяка заплаха за мира или акт на агресия и прави препоръки или решава какви мерки ще бъдат взети и поддържа международния мир и сигурност в съответствие с принципите на ООН.“ Съветът има право да одобри използването на сила за поддържането или възстановяването на международния мир и сигурност. Според Член 25 от Устава на ООН „Страните членки са длъжни да се съобразяват с решенията на Съвета за сигурност и да ги изпълняват.“ Съветът има също право да призове членовете на ООН да приложат санкции, които не са свързани с употребата на сила. Друг начин за уреждане на спорове е сключване на регионални споразумения за уреждане на местни спорове.
Когато в Съвета за сигурност постъпва жалба за заплаха на мира, той препоръчва на страните да прекратят спора с мирни средства. В някои случаи СС провежда разследване и изпълнява посредническа роля. В такъв случай могат да бъдат назначени специални пратеници или генералният секретар да окаже услуга.
При враждебни действия Съветът за сигурност се опитва да ги прекрати възможно най-бързо, като издава директиви за спиране на огъня. Могат да бъдат изпратени военни наблюдатели или миротворчески сили, които да помогнат за намаляване на напрежението и обстановка, която да стимулира мирното уреждане на конфликта.
Според глава VII от устава на Съвета за сигурност могат да бъдат предприети принудителни мерки, като оръжейно ембарго, финансови санкции и др. Подобни средства са част от инструмента на санкциите, които са насочени срещу отговорника за провежданата политика, не срещу местното население и международната търговия. Тяхната цел е да се премахнат или сведат до минимум непреднамерените последици от тези действия. Тези мерки се предприемат след като са изчерпани всички мирни средства за решаване на спора и при заплаха за мира или агресия. Същата глава предвижда и създаване на трибунали за преследване на лицата, обвинени в нарушаване на хуманитарните закони и правата на човека.

## Вземане на решения
Решенията на Съвета за сигурност (с изключение на процедурите) изискват девет гласа от общо 15, както и липса на отрицателен вот от страна на постоянните членове. Всяка държава има право на един глас. Всяка една от петте постоянни членки на Съвета за сигурност има право на вето върху решенията на Съвета. При несъгласие с взетото решение от страна на някоя от постоянните държави тя има право да гласува с „въздържал се“ и да не желае да наложи вето. Това не се счита за пречка при вземането на решения. По правило, те се приемат под формата на резолюции.

## Предложения за реформа
На 15 септември 2004 поста на генерален секретар на ООН заема Кофи Анан, който прави изявление за необходимостта от реформи на Съвета за сигурност. Това е довело до получаване на статут на постоянни членове на Съвета за сигурност.
22 септември 2004 год, преди 59-ата сесия на Общото събрание на ООН, направена съвместна декларация от бразилския президент Луис Инасио Лула да Силва, германският външен министър Йошка Фишер, министър-председател Манмохан Сингх и японския премиер Джуничиро Коидзуми. Те отбелязват намерението на страните да получат постоянно представителство в Съвета за сигурност: Япония и Германия – като една от най-развитите индустриални държави и големите спонсори на ООН, Индия – страна с един милиард души, бързо развиващите се високи технологии и ядрени оръжия, и Бразилия – като най-голямата страна в Латинска Америка. Те също така вярват, че структурата на Съвета за сигурност, създадена през 1946 г., е безнадеждно остаряла, и се счита за необходимо да се увеличи броя на постоянните членове на Съвета за сигурност с право на вето, за ефективно справяне с новите глобални заплахи. Тази група представлява т. нар. „квартет“ – G4.
В същото време, Индонезия заявява, че трябва да бъде представена в Съвета за сигурност като мюсюлманска страна с най-многобройното население (230 милиона) в света. И Италия предложи да осигури постоянно място в целия ЕС, с право на прехвърляне на властта от една държава членка на ЕС в друга. В допълнение и три африкански страни зааявяват иска си за участие – Южна Африка, Египет и Нигерия. Те имат намерение да представят на Съвета за сигурност на континента. Тази група представлява т. нар. „пет“ – G5.
Бразилия, Германия, Индия и Япония от средата на 1990-те настояват за реформата на ООН и разширяването на Съвета за сигурност. През май 2005 г. те са поканени на Общото събрание на ООН с проекторезолюция за увеличаване броя на постоянните членовете на Съвета за сигурност от 5 на 11, а броят на непостоянните членове – от 15 на 25.
Китай, САЩ, Русия, Франция и Великобритания са против разширяването на Съвета за сигурност. Вашингтон е принципно против увеличаване броя на членовете на Съвета за сигурност, тъй като това ще усложни процеса при вземане на решения.
На 9 юни 2005 г. е внесена за разглеждане от Общото събрание на ООН, проекторезолюция, в която новите постоянни членове на Съвета за сигурност на ООН да нямат право на вето, през следващите 15 години.

## Критика
Съветът за сигурност често е подлаган на критика заради ветото на постоянните членове. Всяко важно решение да нанася щети на страната-постоянен член, не могат да бъдат блокирани и останалите членове не могат да го предотвратят.
По време на геноцида в Руанда през 1994 г. в продължение на няколко седмици са убити стотици хиляди хора. В адрес на Съвета за сигурност са направени твърдения, че той не е успял да се справи със ситуацията и санкции са били без резултат.
Почти десет години по-късно, по време на конфликта в Дарфур, разискването на проблема в Съвета за сигурност бе блокирано от Китай, защото страната има интереси в петролния сектор на Судан, САЩ блокира прехвърлянето на въпроса към Международния наказателен съд, защотото не го признава. Нарушения на човешките права в Судан, междувременно продължава. Само през март 2005 г. Съветът за сигурност реши, че Международният наказателен съд разследваните военни престъпления в региона. Китай и САЩ се въздържаха при приемането на тази резолюция. Преди това САЩ са постигнали, че в случай на американски граждани, работещи в региона от името на ООН, са получили имунитет.
Повтарящата се критика на Съвета за сигурност е възникнала във връзка с нарушения на човешките права по време на мирните протести в Мианмар, в този случай Китай не иска да критикува военната хунта.